# Pody (obwód kurski)
Pody (ros. Поды) – wieś (ros. село, trb. sieło) w zachodniej Rosji, centrum administracyjne sielsowietu pietrowskiego w rejonie chomutowskim obwodu kurskiego.

## Geografia
Miejscowość położona jest nad rzeką Pody, 15 km od centrum administracyjnego rejonu (Chomutowka), 102 km od Kurska.
W granicach miejscowości znajdują się ulice: Nowaja, Ługowaja.

## Historia
Do czasu reformy administracyjnej w roku 2010 wieś Pody była centrum administracyjnym sielsowietu podowskiego. W tymże roku doszło do włączenia sielsowietów podowskiego i ługowskiego w sielsowiet pietrowski, a wieś zastąpiła Pietrowskoje jako centrum administracyjne.

## Demografia
W 2010 r. miejscowość zamieszkiwało 136 osób.